# Мойсей Мурин
Святий Мойсей Мурин (325, Ефіопія — † 400, Єгипет), відомий також як Мойсей Чорний, Сильний, Розбійник або Ефіоп (грец. Μωϋσῆς ὁ Αἰθίοψ) — ранньохристиянський святий з Африки, монах і чудотворець.
Святий Мойсей Мурин народився 325 року і походив з Ефіопії. Замолоду був слугою. Коли ж за нечесну поведінку його прогнали з дому пана, він став жорстоким розбійником. Переховуючись одного разу у Скитській пустелі, Мойсей так захопився прикладом святого життя пустельників, що розкаявся і почав жити побожним життям.
Його життя було сповнене безперервної молитви і постійної покути. Олександрійський патріарх Теофіл, довідавшись про духовний поступ Мойсея, висвятив його на священника. Після висвячення Мойсей прожив у чернечому братстві п'ятнадцять літ. Бог дав йому дар передбачати майбутні події й творити чудеса. Мойсей загинув від рук розбійників, які напали на чернечу лавру в 400 році.
Шанується Православною та Католицькою церквами 28 серпня (10 вересня).

## Джерело
- Рубрика Покуття. Календар і життя святих. (дозвіл отримано 9.01.2007)